# کفره، اعزاز
کفره (به عربی: کفرة) یک روستا در سوریه است که در ناحیه صوران (حلب) واقع شده‌است. کفره ۲٬۸۵۹ نفر جمعیت دارد.